# Proteínas SMC

a) Microscopia electrónica de dímeros Smc1-Smc3 de Xenopus, muestra la estructura en forma de V típica de las proteínas SMC. La región de "bisagra" flexible está en la parte inferior de la V, y en la superior, los dos dominios globulares ATPasa. La flecha indica un codo que a veces se observa en uno de los brazos. b) La adición de las dos subunidades no SMC (Scc1 y Scc3) en el complejo de la cohesina causa un aspecto de estructura globular al lado de las dos cabezas del dímero Smc1-Smc3. c) La estructura lineal de una proteína SMC incluye dos dominios globulares en cada extremo, unidos por una secuencia larga y repetitiva y un dominio central de dimerización o "bisagra". Cuando la proteína SMC se pliega, los dos dominios en los extremos se unen para formar un dominio completo ATPasa, mientras que las regiones de los brazos forman un bucle en espiral. El dominio de "bisagra" que se forma en el otro extremo de cada brazo interacciona con la otra proteína SMC. En la cohesina, esto genera la formación del heterodímero Smc1-Smc3. d) La unión de ATP promueve la unión de los dos dominios ATPasa, cerrando el anillo SMC. La proteína no SMC Scc1 interacciona con dos dominios ATPasa y los mantiene unidos. La escisión de Scc1 en la anafase abre el anillo. e) El complejo de la cohesina puede formar un anillo de 50 nm alrededor de las dos cromátidas hermanas. Sin embargo, debido a su pequeño tamaño, este anillo solo podría enlazar ADN nucleosomal y no estructuras más complejas de la cromatina.

Las proteínas SMC (Structural Maintenance of Chromosomes, por sus siglas en inglés). Son proteínas ATPasas diméricas presentes en todos los organismos (tanto procariotas como eucariotas) que se encargan de mantener la estructura condensada de los cromosomas, para lo cual necesitan ATP (es decir, gasto energético).

## Clasificación

### Proteínas SMC en eucariotas
En eucariotas se conocen tres tipos de proteínas SMC:
1. Cohesina: Complejo proteico compuesto por las proteínas SMC1 y SMC3, además de las asociadas Scc1 y Scc3. Se encarga de unir las cromátidas hermanas inmediatamente después de la replicación, mantenerlas unidas cuando los cromosomas se condensan en la metafase (mitosis y meiosis) y asegurar su correcta segregación a los polos celulares opuestos.[5][6][7] SMC1 y SMC3 también están involucradas en la reparación de la doble hebra de ADN en la recombinación homóloga.[8]
2. Condensina: Complejo proteico compuesto por SMC2 y SMC4, además de proteínas HEAT y kleisinas asociadas. Esencial para la condensación de los cromosomas antes de la mitosis celular.[9][10] SMC2 y SMC4 también están involucradas en la reparación del ADN. La condensina I participa en la reparación de roturas de hebra simple pero no de hebra doble. Al contrario, la condensina II participa en la recombinación homóloga.[8]
3. Complejo SMC5/6: Tiene diferentes funciones a nivel de reparación del ADN, y del mantenimiento de la integridad de los cromosomas.[11]

La siguiente tabla muestra los nombres de proteínas SMC para diferentes organismos modelo y vertebrados:
| Subfamilia      | Complejo proteico                       | S. cerevisiae | S. pombe   | C. elegans       | D. melanogaster | Vertebrados |
| --------------- | --------------------------------------- | ------------- | ---------- | ---------------- | --------------- | ----------- |
| SMC1α           | Cohesina                                | Smc1          | Psm1       | SMC-1            | DmSmc1          | SMC1α       |
| SMC2            | Condensina                              | Smc2          | Cut14      | MIX-1            | DmSmc2          | CAP-E/SMC2  |
| SMC3            | Cohesina                                | Smc3          | Psm3       | SMC-3            | DmSmc3          | SMC3        |
| SMC4            | Condensina                              | Smc4          | Cut3       | SMC-4            | DmSmc4          | CAP-C/SMC4  |
| SMC5            | SMC5-6                                  | Smc5          | Smc5       | C27A2.1          | CG32438         | SMC5        |
| SMC6            | SMC5-6                                  | Smc6          | Smc6/Rad18 | C23H4.6 F54D5.14 | CG5524          | SMC6        |
| SMC1β           | Cohesina (Meiosis)                      | -             | -          | -                | -               | SMC1β       |
| SMC4 (variante) | Complejo de compensación de dosis (DCC) | -             | -          | DPY-27           | -               | -           |

### Proteínas SMC en procariotas
Las proteínas SMC se encuentran conservadas evolutivamente, desde las bacterias hasta el ser humano. La mayoría de las bacterias tienen una única proteína SMC por especie que forma un homodímero. Se ha comprobado recientemente que las proteínas SMC ayudan en la correcta segregación del ADN en las células hijas al comienzo de la replicación. En un subtipo de bacterias gramnegativas, que incluye a Escherichia coli, la proteína MukB, lejanamente emparentada evolutivamente, cumple un rol equivalente.

## Estructura molecular

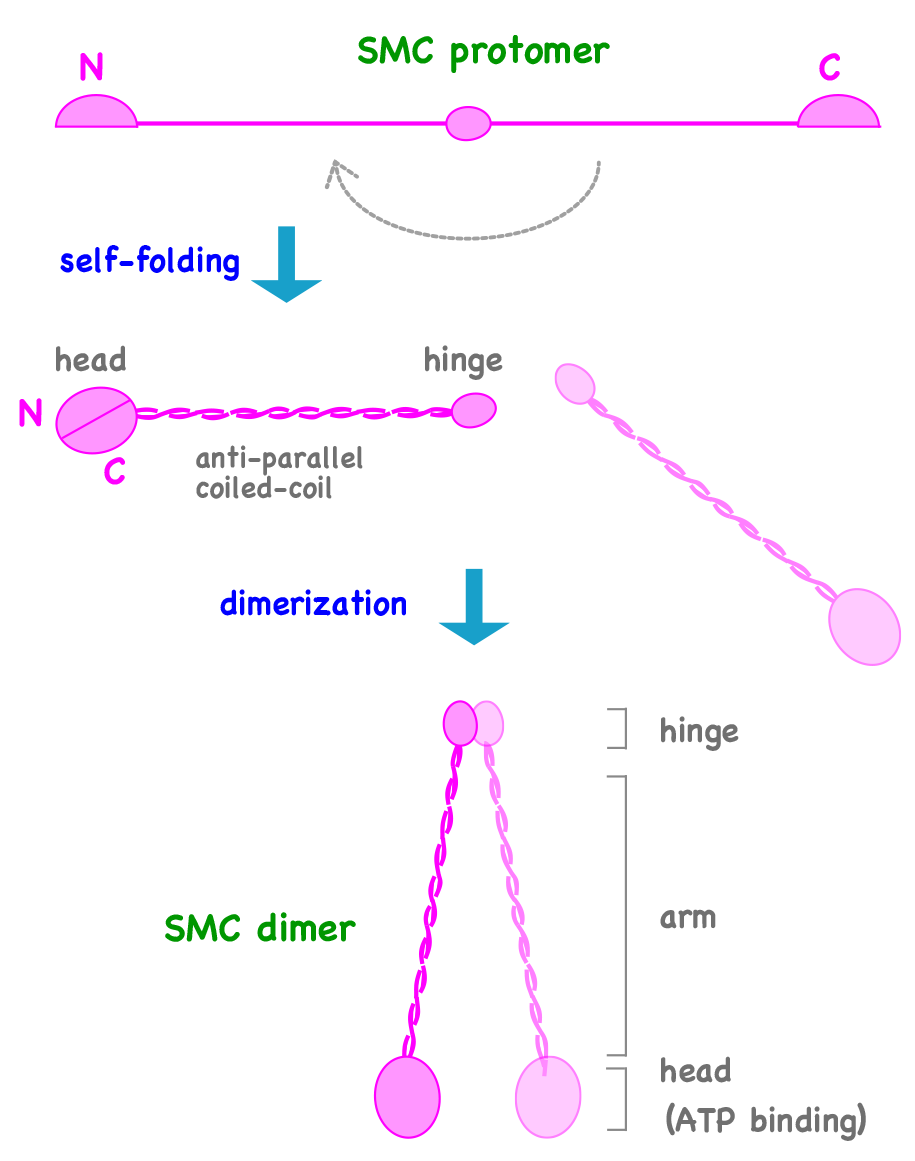
Estructura de un dímero de Proteínas SMC

### Estructura primaria
Las proteínas SMC tienen una longitud de 1000 - 1500 aminoácidos. Presentan una estructura modular, basada en los siguientes dominios:
1. Motivo de unión a ATP, tipo bucle P
2. Hélice superenrollada I
3. Región bisagra
4. Hélice superenrollada II
5. Motivo de unión a ATP, tipo bucle P; motivo firma

Los dímeros de proteínas SMC constituyen una molécula en forma de V, con dos brazos largos de hélices superenrolladas. Para formar esta estructura, un protómero se pliega sobre sí mismo mediante interacciones antiparalelas de las hélices, creado una molécula en forma de varilla. En un extremo de esta molécula, los extremos C- y N-terminal crean un dominio de unión a ATP. El otro extremo es el dominio bisagra. Entonces, dos protómeros se unen en sus respectivos dominios bisagra, creando un dímero en forma de V. Los brazos de hélices superenrolladas tienen una longitud de, aproximadamente, 50 nm. Tales hélices superenrolladas antiparalelas son muy raras y solo se encuentran en proteínas SMC (y proteínas relacionadas como Rad50). El dominio de unión a ATP está estructuralmente emparentado con el de los transportadores ABC, una extensa familia de proteínas transmembranas que transportan activamente moléculas pequeñas a través de membranas celulares. Se cree que el ciclo de unión e hidrólisis de ATP modula el ciclo de apertura y cerradura de la molécula en forma de V. Los mecanismos concretos de acción de las proteínas SMC aún están por determinar.

### Agregación de proteínas SMC
Las proteínas SMC tienen el potencial de formar una estructura mayor en anillo. La habilidad para crear diferentes organizaciones estructurales permite diferentes regulaciones de sus funciones. Algunas de las configuraciones posibles son dobles anillos, filamentos y rosetones. Los dobles anillos son 4 proteínas SMC unidas en ambos extremos, formando un anillo. Los filamentos son una cadena de proteínas SMC alternadas. Los rosetones son estructuras similares a una rosa con los segmentos terminales en la región interna y las regiones bisagra en la externa.